# Fondamentalisme mormon

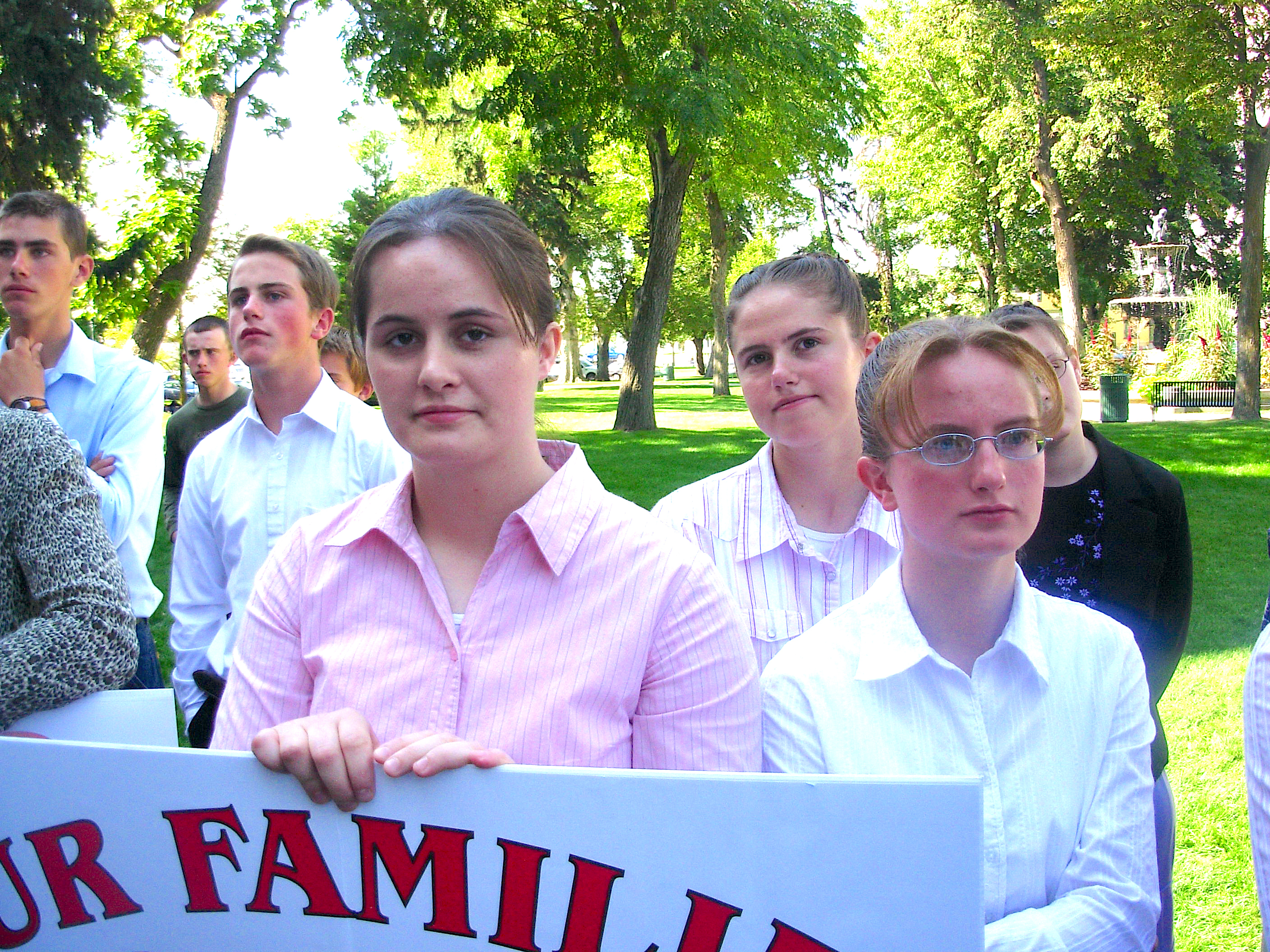
Adolescents mormons de famille polygamique

Le fondamentalisme mormon, aussi appelé mormonisme fondamentaliste, est la croyance en la validité d'aspects fondamentalistes de la théologie du mormonisme telle qu'enseignée et pratiquée au XIXe siècle, particulièrement lorsque l'Église de Jésus-Christ des saints des derniers jours était administrée par Joseph Smith et Brigham Young, les deux premiers présidents de l'Église. Les fondamentalistes mormons cherchent à maintenir les principes de la doctrine mormone qui ne sont plus pratiqués par le courant dominant des mormons, c'est-à-dire les membres de l'Église de Jésus-Christ des saints des derniers jours. 
Le principe le plus souvent associé avec le fondamentalisme mormon est le mariage plural, une forme de polygynie, qui a été enseigné par Joseph Smith, le fondateur du mormonisme. Un autre de ces principes est celui de l'Ordre Uni (en), une forme de communalisme égalitariste. Les fondamentalistes mormons croient que ces principes ont été abandonnés ou modifiés à tort par l'Église de Jésus-Christ des saints des derniers jours dans ses efforts de se réconcilier avec la société américaine. En effet, de nos jours, l'Église de Jésus-Christ des saints des derniers jours excommunie tout membre qui pratique le mariage plural ou qui s'associe étroitement d'autres façons avec les pratiques mormones fondamentalistes.
Il n'y aucune autorité unique reconnue par tous les mormons fondamentalistes. Les points de vue et les pratiques varient d'un groupe à l'autre. Les fondamentalistes mormons ont formé plusieurs petites sectes, souvent au sein de communautés cohésives et isolées dans l'Ouest américain, l'Ouest canadien et le Nord du Mexique. Les sources varient quant au nombre de fondamentalistes mormons, entre 20 000 et 60 000. Les plus grands groupes de mormons fondamentalistes sont l'Église fondamentaliste de Jésus-Christ des saints des derniers jours et l'Apostolic United Brethren (en).
Il est à noter que les pratiques polygames ont été abandonnées, voilà pourquoi il existe deux parties distinctes entre l'Église de Jésus-Christ des saints des derniers jours (toujours sous la direction de Joseph Smith et ses successeurs) et les mormons fondamentalistes.

## Histoire
L'Église de Jésus-Christ des saints des derniers jours commença à prohiber les mariages pluraux aux États-Unis à partir de 1890 par un décret appelé le « 1890 Manifesto (en) » émit par le président de l'Église, Wilford Woodruff. Cependant, la pratique du mariage plural continua clandestinement aux États-Unis et de manière ouverte dans les colonies mormonnes au Mexique (en) et dans le Sud de l'Alberta au Canada. Quelques fondamentalistes mormons ont soutenu que le 1890 Manifesto n'était pas une véritable révélation (en) de la même sorte que celles données par Dieu à Joseph Smith, Brigham Young et John Taylor parmi d'autres, mais qu'il s'agissait plutôt d'un document d'opportunisme politique de la part de Wilford Woodruff en tant que mesure temporaire jusqu'à ce que le Territoire de l'Utah devienne un État. Leur argument est basé sur des preuves textuelles et le fait que le Manifesto n'est pas formulé de la même façon que les révélations similaires des Écritures mormones. L'argument se base également sur le fait que, après avoir rejoint l'Union, l'Utah aurait l'autorité de promulguer ses propres lois au sujet du mariage sans être contraint par les lois territoriales des États-Unis qui interdisaient la polygamies. Cependant, avant que l'Utah ne devienne un État en 1896, le gouvernement fédéral força l'Utah a inclure une provision dans sa constitution (en) que les mariages polygames ou plurales sont prohibés pour toujours. Les fondamentalistes ainsi que plusieurs érudits de l'histoire mormone croient également que la principale raison derrière le 1890 Manifesto était l'adoption de la Loi Edmunds–Tucker (en) en 1887, une loi fédérale stricte qui dissous légalement l'Église de Jésus-Christ des saints des derniers jours, enleva des droits aux femmes (qui avaient reçu le droit de vote en Utah en 1870) et obligea les électeurs à prononcer un serment anti-polygamie avant de pouvoir voter aux élections.
Avec la sélection du mormon Reed Smoot en tant que l'un des représentants de l'Utah au Sénat des États-Unis en 1903, une attention nationale fut portée à nouveau sur le fait que les mariages pluraux continuaient en Utah et culmina avec les Audiences Reed Smoot (en). En 1904, le président de l'Église de Jésus-Christ des saints des derniers jours, Joseph F. Smith, émit un « Second Manifesto (en) » qui établit la politique de l'Église d'excommunier ses membres qui entreraient ou solenniseraient un mariage plural. La gravité de cette nouvelle mesure fut démontrée avec l'excommunication de l'apôtre (en) John W. Taylor (en), fils du troisième président de l'Église, en 1911 pour son opposition continue au Manifesto.
De nos jours, l'Église de Jésus-Christ des saints des derniers jours continue d'excommunier ses membres qui défendent des doctrines mormones primitives telles que le mariage plural, qui entrent ou solennisent un mariage plural (aux États-Unis ou ailleurs) ou soutien activement un groupe mormon fondamentaliste ou dissident. Cela dit quelques membres de l'Église de Jésus-Christ des saints des derniers jours continuent de croire en la doctrine du mariage plural sans la pratique et les enseignements de Joseph Smith sur le mariage plural font toujours partie du canon biblique de l'Église. Cette dernière interdit à ses membres qui sympathisent avec les enseignements mormons fondamentalistes d'entrer dans ses temples.
Dans les années 1920, un dissident de l'Église nommé Lorin C. Woolley (en) soutint l'existence d'une lignée de prêtres séparées de la hiérarchie de l'Église de Jésus-Christ des saints des derniers jours ; ce qui mit en branle le développement du fondamentalisme mormon. La plupart des groups mormons polygames peuvent tracer leurs origines à l'héritage de Lorin C. Woolley.
De manière générale, le gouvernement de l'Utah a laissé les fondamentalistes mormons à eux-mêmes à moins que leurs pratiques violent des lois autres que celles interdisant la bigamie. Par exemple, il y a eu des poursuites contre un homme qui appartient à groupe mormon fondamentaliste pour avoir marié des filles avant l'âge légal. Le plus grand effort du gouvernement pour réprimer les pratiques des mormons fondamentalistes eut lieu en 1953 à Colorado City en Arizona ; cet événement est connu de nos jours sous le nom du « raid de Short Creek (en) ».
D'autres doctrines fondamentalistes du mormonisme autres que la polygamie, notamment l'Ordre Uni (en), qui sont aussi importantes au sein des sectes fondamentalistes n'ont pas reçu le même examen minutieux ou approbation que les mariages pluraux et l'Église de Jésus-Christ des saints des derniers jours a généralement ignoré cet aspect du fondamentalisme mormon. En effet, aucune révélation ni déclaration n'a été émise pour le condamner.